# Warree Point
Warree Point är en udde i Belize. Den ligger i distriktet Corozal, i den norra delen av landet, 130 km norr om huvudstaden Belmopan.